# Regiunea Centre, Burkina Faso
Centre este o diviziune de gradul I, localizată în partea centrală a statului Burkina Faso. Este cea mai urbanizată regiune și ocupă primul loc ca populație dintre regiunile statului, cu un procent de 11,1% din populația totală. Singura regiune din provincia Centre este Kadiogo și are orașul Ouagadougou ca reședință.
| Provincia | Reședința   | Populația (2006) |
| --------- | ----------- | ---------------- |
| Kadiogo   | Ouagadougou | 1.523.980        |